# Bravo
Bravo je německý časopis pro mladistvé. Zaměřuje se na kulturu, média a další témata populární mezi mladistvými. Vydává ho Bauer Media Group.
V české verzi byl časopis vydáván v letech 1991 až 2015.

## Náplň časopisu
Obsahově byl a je časopis zaměřen na mladistvé a dospívající, a na jejich zájem o hudbu, partnerské vztahy, sexuální otázky (zaměstnává i sexuoložku), přináší jim články o tématech blízkým jejich věku. Uvnitř časopisu se nacházely také např. plakáty hudebních interpretů.

## Vydavatel
Časopis Bravo byl vydáván v Německu od 26. srpna 1956 jako týdeník společností dnes známou jako Bauer Media Group.  V roce 1991 jeho náklad dosáhl maxima - 1,58 mil. výtisků, poté však začal klesat. V roce 2015 se jeho frekvence změnila na čtrnáctideník a v roce 2020, kdy jeho náklad poklesl pod 100 tis. výtisků, na měsíčník.
Postupně jej vydavatel začal tisknout i v řadě dalších zemí, v české verzi byl na trhu v letech 1991–2015. Českým vydavatelem byla v letech 1991 až 1994 společnost Nová móda service s.r.o., od roku 1994 pak společnost Europress k.s., která se v roce 2006 přejmenovala na Bauer Media v.o.s. Česká verze se prodávala v ČR a SR.[zdroj?]

## Další média
Časopis měl v televizích více států svůj televizní program, v Česku pořad Bravo TV vysílala TV Óčko. Časopis má i svoje webové stránky.